# Каштанівський заказник
Каштанівський — загальнозоологічний заказник місцевого значення. Об'єкт розташований на території Новомиколаївського району Запорізької області, 1 км на північ від села Каштанівка.
Площа — 12 га, статус отриманий у 1998 році.